# Pedro Pablo Pichardo
Pedro Pablo Pichardo (Santiago de Cuba, 30 juni 1993) is een van oorsprong Cubaanse atleet, gespecialiseerd in het hink-stap-springen. Sinds 2017 komt hij uit voor Portugal. Hij veroverde alle belangrijke titels: olympisch kampioen in 2021 (op de uitgestelde Olympische Spelen van 2020), wereldkampioen in 2022, Europees kampioen in 2022 en Europees indoorkampioen in 2021 en 2023.

## Carrière

### Wereldjuniorenkampioen
Op de wereldkampioenschappen voor junioren in 2012 in Barcelona veroverde Pichardo op zijn specialiteit met een sprong van 16,79 m de wereldtitel. Het was zijn eerste grote internationale overwinning. Een jaar later was de Cubaan bij de senioren inmiddels zover, dat hij tijdens de wereldkampioenschappen in Moskou op het hink-stap-springen met 17,68 de zilveren medaille wist te veroveren. Hij was hiermee de jongste medaillewinnaar ooit op dit onderdeel bij een WK.

### Over de 18 meter
In 2014 nam Pichardo in Sopot deel aan de wereldindoorkampioenschappen. Op dit toernooi legde hij op het hink-stap-springen met 17,24 beslag op de bronzen medaille, niet ver achter de Rus Ljoekman Adams (goud met 17,37) en zijn landgenoot Ernesto Revé (zilver met 17,33). Zijn PR stond toen inmiddels op 17,76. Vervolgens liep hij tegen een straf van de nationale atletiekbond op, omdat hij had geweigerd te trainen onder leiding van de Cubaanse hoofdcoach.
In mei 2015 keerde hij terug met direct maar een nationaal record van 17,94. Bij de eerste wedstrijd van de IAAF Diamond League 2015, op 15 mei in Doha, sprong de Cubaan vervolgens met 18,06 als vierde man in de geschiedenis over de 18 meter, waarna hij dat op 28 mei 2015 verder verbeterde tot 18,08. Hiermee staat Pichardo zesde op de beste-aller-tijden ranglijst (peildatum juli 2024).

### Spelen in Rio gemist door blessure
In 2016 was Pichardo vanwege een breukje in zijn rechter enkel niet in staat om deel te nemen aan de WK indoor in Portland. En hoewel hij er hard aan werkte om op tijd fit te zijn voor de Olympische Spelen in Rio, vonden de Cubaanse sportautoriteiten, beducht voor een verergering van de blessure, het niet verantwoord om de jonge hink-stap-springer uit de zenden naar de Braziliaanse stad en dus lieten zij hem, hoewel hij wel was ingeschreven, thuis.

### Uitgeweken naar Portugal
Tijdens een trainingsstage in Stuttgart in het voorjaar van 2017, ter voorbereiding op de WK in Londen later dat jaar, verliet Pichardo het trainingskamp met onbekende bestemming om vervolgens niet meer terug te keren. Eind april werd bekend dat hij was uitgeweken naar Portugal, waar hij zich inmiddels had aangemeld bij een atletiekclub. Op 7 december 2017 verkreeg Pichardo de Portugese nationaliteit.

### Eerste Portugese titel en tweetal Diamond League zeges
Pichardo veroverde kort na het verkrijgen van de nieuwe nationaliteit zijn eerste Portugese titel door in 2018 tijdens het indoorseizoen direct nationaal kampioen hink-stap-springen te worden. Verder boekte hij dat jaar overwinningen in de Diamond League serie; hij veroverde goud bij zowel bij de start ervan in Qatar als aan het einde tijdens de Memorial Van Damme.    

## Titels
- Olympisch kampioen hink-stap-springen - 2020
- Wereldkampioen hink-stap-springen - 2022
- Europees kampioen hink-stap-springen - 2022
- Pan-Amerikaanse Spelen kampioen hink-stap-springen - 2015
- Europees indoorkampioen hink-stap-springen - 2021, 2023
- Cubaans kampioen hink-stap-springen - 2014, 2015
- Portugees indoorkampioen hink-stap-springen - 2018, 2021
- Wereldkampioen U20 hink-stap-springen - 2012

## Persoonlijke records
Outdoor
| Onderdeel          | Prestatie              | Datum        | Plaats |
| ------------------ | ---------------------- | ------------ | ------ |
| verspringen        | 7,81 m (+0,1 m/s)      | 20 juni 2015 | Bilbao |
| hink-stap-springen | 18,08 m (0,0 m/s) (NR) | 28 mei 2015  | Havana |

Indoor
| Onderdeel          | Prestatie    | Datum        | Plaats    |
| ------------------ | ------------ | ------------ | --------- |
| hink-stap-springen | 17,60 m (NR) | 3 maart 2023 | Istanboel |

## Palmares

### Hink-stap-springen
Kampioenschappen
- 2012:  WK U20 - 16,79 m
- 2013:  WK - 17,68 m
- 2014:  WK indoor - 17,24 m
- 2015:  Pan-Amerikaanse Spelen - 17,54 m
- 2015:  WK - 17,73 m
- 2016: DNS OS
- 2019: 4e WK - 17,62 m
- 2021:  EK indoor - 17,30 m
- 2021:  OS - 17,98 m
- 2022:  WK indoor - 17,46 m
- 2022:  WK - 17,95 m
- 2022:  EK - 17,50 m
- 2023:  EK indoor - 17,60 m (NR)
- 2024:  EK - 18,04 m (NR)

Diamond League-zeges
- 2013: Athletissima - 17,58 m
- 2015: Qatar Athletic Super Grand Prix - 18,06 m
- 2015: Golden Gala - 17,96 m
- 2015: Adidas Grand Prix - 17,56 m
- 2018: Qatar Athletic Super Grand Prix - 17,95 m
- 2018: Memorial Van Damme - 17,49 m
- 2019: London Grand Prix - 17,53 m
- 2021: Prefontaine Classic - 17,63 m
- 2021: British Grand Prix (atletiek) - 17,50 m
- 2021: Weltklasse Zürich -  17,70 m
- 2023: Qatar Athletic Super Grand Prix - 17,91 m

1896: James Connolly ·
1900: Meyer Prinstein ·
1904: Meyer Prinstein ·
1908: Tim Ahearne ·
1912: Gustaf Lindblom ·
1920: Vilho Tuulos ·
1924: Nick Winter ·
1928: Mikio Oda ·
1932: Chuhei Nambu ·
1936: Naoto Tajima ·
1948: Arne Åhman ·
1952: Adhemar da Silva ·
1956: Adhemar da Silva ·
1960: Józef Szmidt ·
1964: Józef Szmidt ·
1968: Viktor Sanjejev ·
1972: Viktor Sanjejev ·
1976: Viktor Sanjejev ·
1980: Jaak Uudmäe ·
1984: Al Joyner ·
1988: Christo Markov ·
1992: Mike Conley ·
1996: Kenny Harrison ·
2000: Jonathan Edwards ·
2004: Christian Olsson ·
2008: Nelson Évora ·
2012: Christian Taylor ·
2016: Christian Taylor ·
2020: Pedro Pablo Pichardo ·
2024: Jordan Díaz
1983 Zdzisław Hoffmann ·
1987 Christo Markov ·
1991 Kenny Harrison ·
1993 Mike Conley ·
1995 Jonathan Edwards ·
1997 Yoelbi Quesada ·
1999 Charles Friedek ·
2001 Jonathan Edwards ·
2003 Christian Olsson ·
2005 Walter Davis ·
2007 Nelson Évora ·
2009 Phillips Idowu ·
2011 Christian Taylor ·
2013 Teddy Tamgho ·
2015 Christian Taylor ·
2017 Christian Taylor ·
2019 Christian Taylor ·
2022 Pedro Pablo Pichardo ·
2023 Hugues Fabrice Zango